# Team LNT

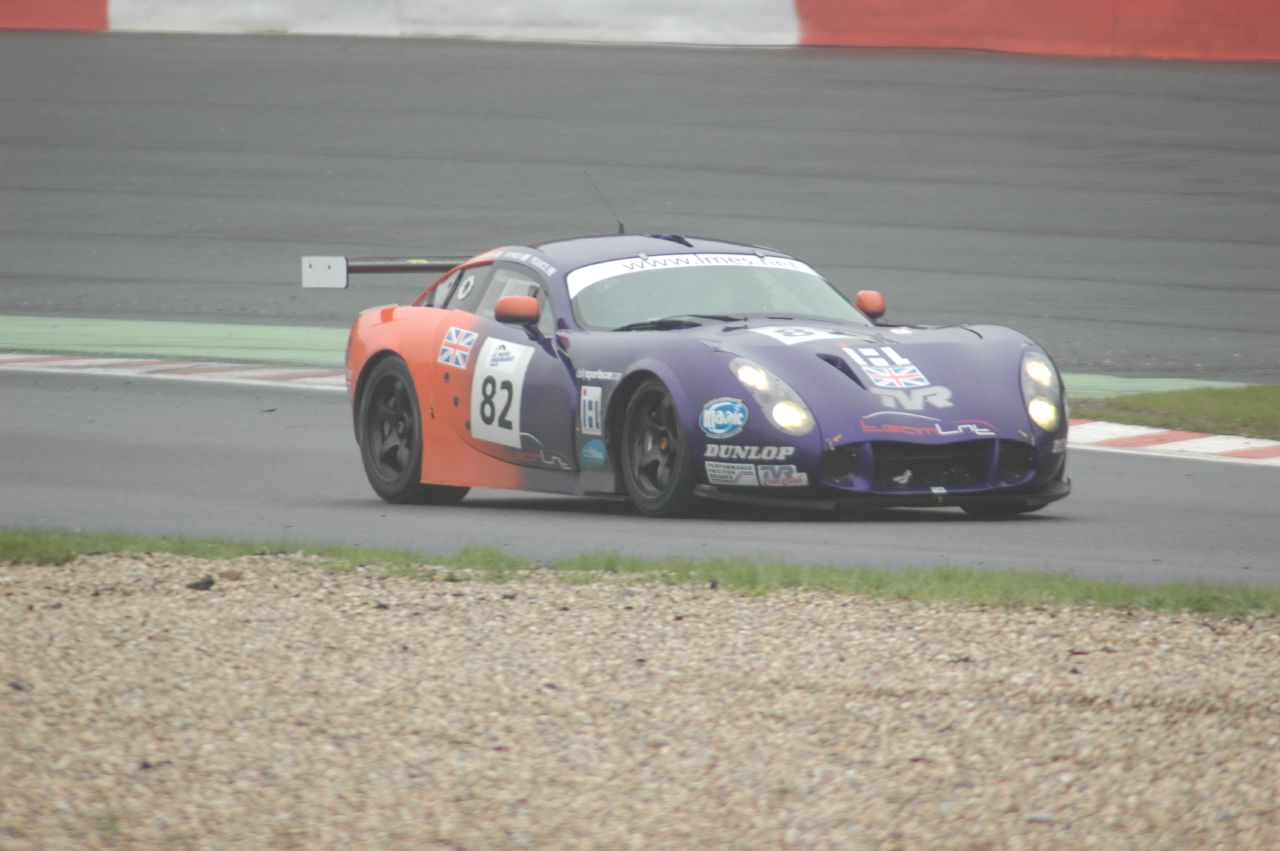
La TVR de 2005

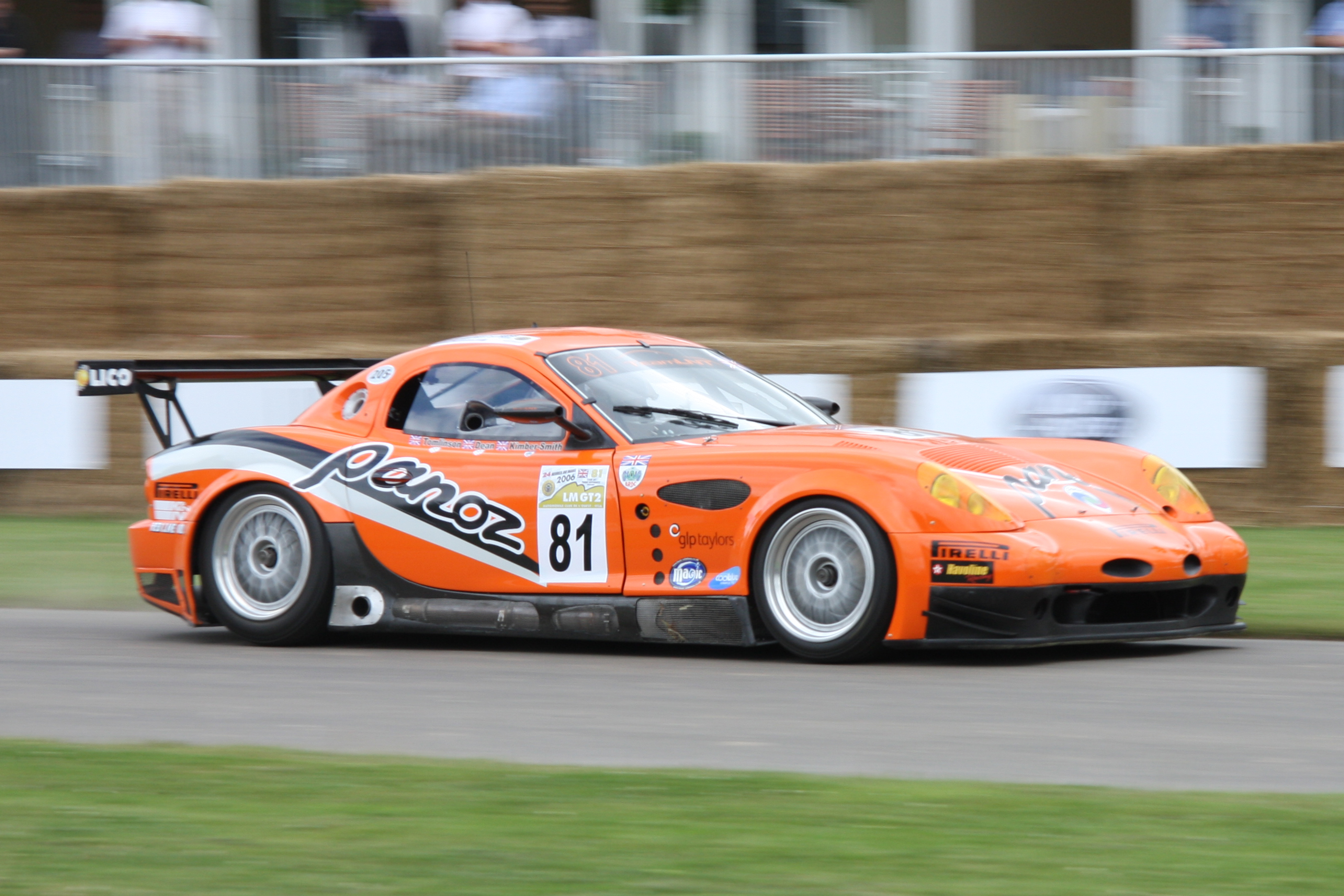
La Panoz de 2006

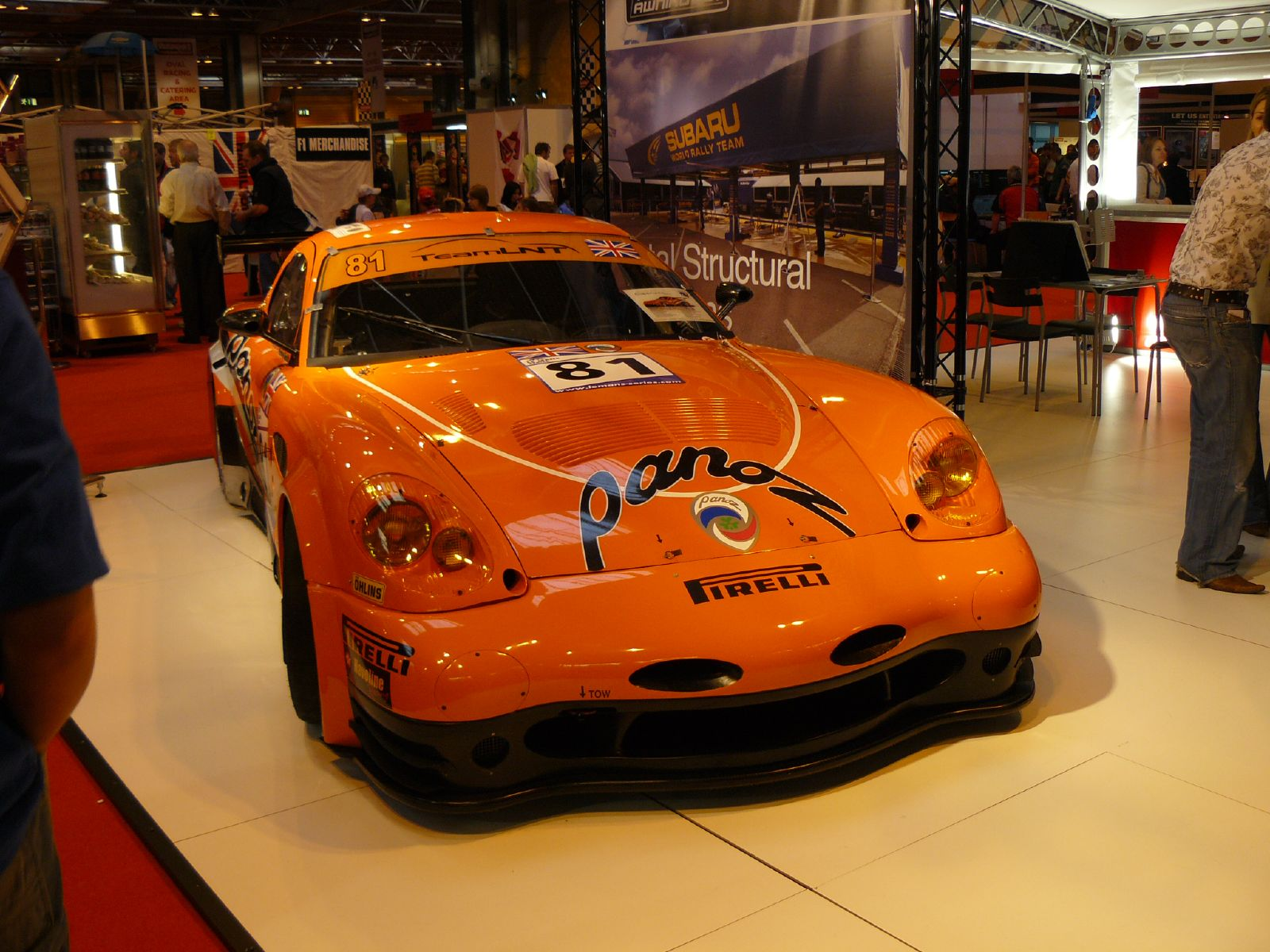
La Panoz de 2008

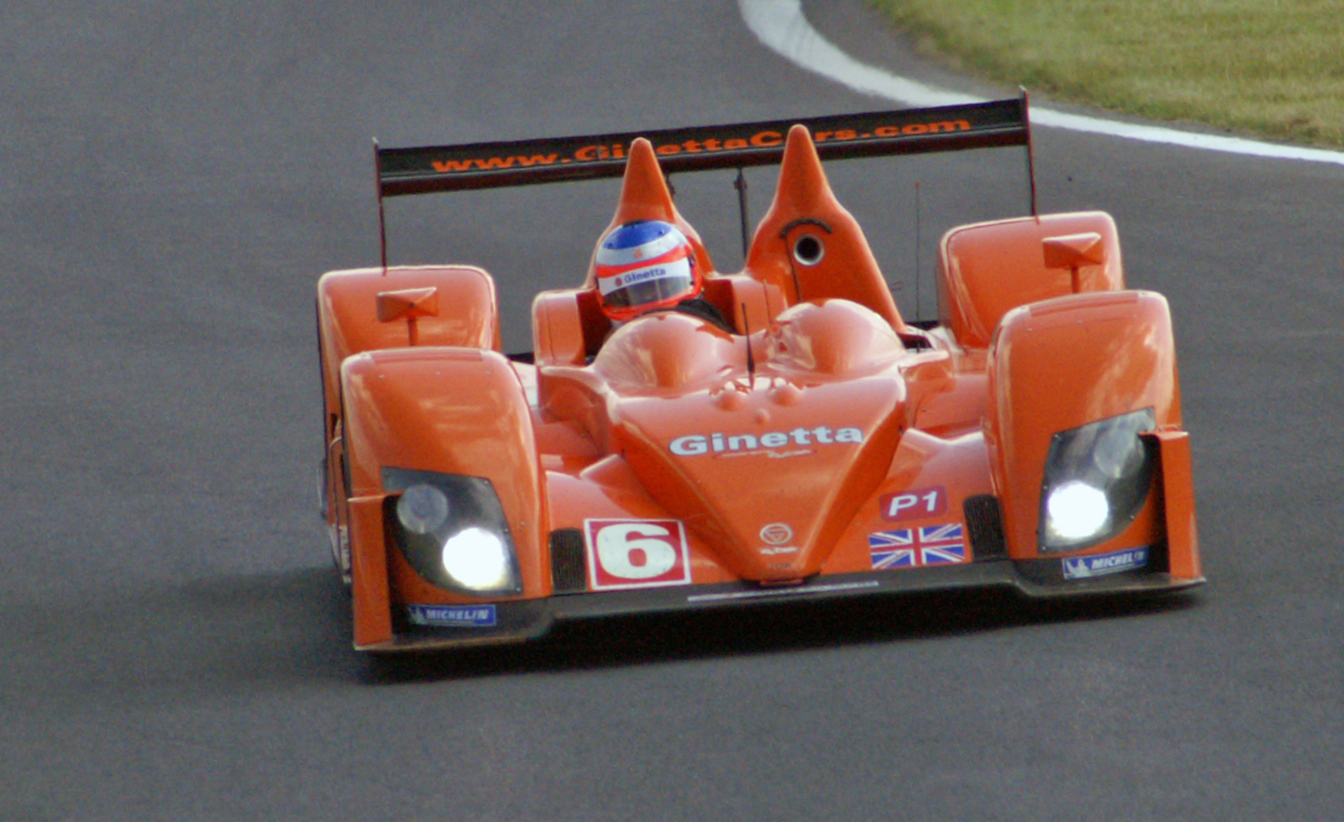
La Ginetta 09s de 2009

Le Team LNT est une écurie de course automobile britannique basée à Leeds et fondée en 2004 par Lawrence Tomlinson. Elle a participé aux championnats FIA GT, American Le Mans Series, Le Mans Series et 24 Heures du Mans.

## Historique
L'écurie est créée au sein de LNT Automotive, la branche automobile du groupe LNT que possède Lawrence Tomlinson. Cette branche prendra le contrôle de Ginetta en 2005 puis de Farbio en 2010.
Après des débuts sur une TVR Tuscan, l'écurie se voit confier des Panoz Esperante avec une victoire de catégorie dans les 24 Heures du Mans. Après être devenu actionnaire de Zytek, Lawrence Tomlinson lance le développement d'un prototype LMP1 Ginetta-Zytek qu'il fait débuté en compétition grâce au Team LNT lors des American Le Mans Series 2008 et qu'il partage avec Nigel Mansell et son fils Greg en 2009

## Palmarès
- 1 000 kilomètres de Spa
  - Vainqueur de la catégorie GT2 en 2005 avec Jonny Kane et Warren Hughes sur une TVR Tuscan T400R

- 24 Heures du Mans
  - Vainqueur la catégorie GT2 en 2006 avec Lawrence Tomlinson, Tom Kimber-Smith et Richard Dean sur une Panoz Esperante GT-LM

## Pilotes

### Pilotes actuels
- Charlie Robertson
- Ben Hanley
- Egor Orudzhev
- Michael Simpson
- Chris Dyson
- Guy Smith

### Anciens pilotes
- Robert Bell
- Richard Dean
- Jonny Kane
- Tom Kimber-Smith
- Warren Hughes
- Tom Milner Jr.
- Nigel Mansell
- Greg Mansell
- Nigel Moore
- Olivier Pla
- Lawrence Tomlinson
- Danny Watts